# Strezjevoj

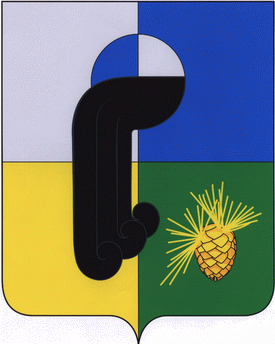
Stadens vapen.

Strezjevoj (ryska Стрежево́й) är den tredje största staden i Tomsk oblast i Ryssland. Folkmängden uppgick till 41 743 invånare i början av 2015.